# Aleksej Nikolaevič Leont'ev
Aleksej Nikolaevič Leont'ev (in russo Алексей Николаевич Леонтьев?; Mosca, 5 febbraio 1903 – Mosca, 21 gennaio 1979) è stato uno psicologo sovietico.

## Biografia
Nel 1921 si iscrisse alla Facoltà di storia e filologia dell'Università statale di Mosca, entrando poi all'Istituto di filosofia dove Georgij Ivanovič Čelpanov insegnava psicologia e dove ebbe modo di conoscere Aleksandr Romanovič Lurija. Laureatosi nel 1924, a partire dal 1925 lavorò sotto la guida di Lev Semënovič Vygotskij, divenendo esponente della scuola storico-culturale.
Dal 1933 al 1938 fu a capo dell'Istituto di pedagogia di Charkiv in Ucraina, facendo ritorno a Mosca nel 1941 dopo essere stato nominato professore ordinario. Nel 1951 diventò direttore dell'Istituto di psicologia presso la Facoltà di filosofia dell'università moscovita e nel 1966 fondò — nello stesso ateneo — la Facoltà di psicologia: in qualità di preside vi restò fino alla morte, sopraggiunta nel 1979 a causa di un attacco cardiaco.
È stato il padre dello psicologo del linguaggio Aleksej Alekseevič Leont'ev (1936-2004) e nonno dello psicologo russo Dmitrij Alekseevič Leont'ev (n. 1960).

## Opere
- Lev Semënovič Vygotskij, Aleksandr Romanovič Lurija e Aleksej Nikolaevič Leont'ev, Psicologia e pedagogia, Roma, Editori Riuniti, 1970.
- Aleksej Nikolaevič Leont'ev, Problemi dello sviluppo psichico, Roma, Editori Riuniti, 1975.
- Aleksej Nikolaevič Leont'ev, Attività, coscienza, personalità, a cura di Maria Serena Veggetti, traduzione di Maria Serena Veggetti e Liliana Piersanti, Firenze, Giunti Barbera, 1977.